# CC-168
La CC-168 es una carretera perteneciente a la Red Secundaria de la Diputación Provincial de Cáceres que une la localidad de Casas de Millán con su Estación de Ferrocarril.
Su denominación oficial es "Carretera de Casas de Millán a su estación de FFCC".

## Historia de la carretera
Esta carretera está formada por la segunda parte de la antigua carretera CC-30 que fue renombrada en el cambio del catálogo de Carreteras de la Diputación Provincial de Cáceres en el año 2022.